# Brendan Coyle
Brendan Coyle, nato David Coyle (Corby, 2 dicembre 1963), è un attore britannico.

## Filmografia parziale

### Cinema
- Ailsa, regia di Paddy Breathnach (1994)
- Perrier's Bounty, regia di Ian Fitzgibbon (2009)
- The Raven, regia di James McTeigue (2012)
- Io prima di te (Me Before You), regia di Thea Sharrock (2016)
- Maria regina di Scozia (Mary Queen of Scots), regia di Josie Rourke (2018)
- Downton Abbey, regia di Michael Engler (2019)
- Downton Abbey II - Una nuova era (Downton Abbey II: A New Era), regia di Simon Curtis (2022)

### Televisione
- Paths to Freedom – serie TV, 6 episodi (2000)
- Conspiracy - Soluzione finale (Conspiracy), regia di Frank Pierson – film TV (2001)
- Nord e Sud (North & South), regia di Brian Percival – miniserie TV (2004)
- Downton Abbey – serie TV, 52 episodi (2010-2015)
- Un felice Natale in stile Murdoch (A Merry Murdoch Christmas), speciale natalizio  de I misteri di Murdoch (2015)
- Requiem – serie TV, 6 episodi (2018)
- Toxic Town, regia di Minkie Spiro – miniserie TV, 4 episodi (2025)

## Doppiatori italiani
Nelle versioni in italiano delle opere in cui ha recitato, Brendan Coyle è stato doppiato da:
- Massimo Rossi in Downton Abbey, Downton Abbey II - Una nuova era
- Stefano Alessandroni in Requiem, Maria regina di Scozia
- Massimo Bitossi in Nord e Sud
- Paolo Marchese in Io prima di te
- Antonio Sanna in Toxic Town